# ISO 3166-2:IN
ISO 3166-2:IN è uno standard ISO che definisce i codici geografici delle suddivisioni dell'India; è un sottogruppo dello standard ISO 3166-2.
I codici sono assegnati ai vari stati e territori del paese, e sono formati da IN- (sigla ISO 3166-1 alpha-2 dello Stato), seguito da due lettere.

## Codici
| Codice | Suddivisione                       | Tipo                   |
| ------ | ---------------------------------- | ---------------------- |
| IN-AP  | Andhra Pradesh                     | stato                  |
| IN-AR  | Arunachal Pradesh                  | stato                  |
| IN-AS  | Assam                              | stato                  |
| IN-BR  | Bihar                              | stato                  |
| IN-CG  | Chhattisgarh                       | stato                  |
| IN-GA  | Goa                                | stato                  |
| IN-GJ  | Gujarat                            | stato                  |
| IN-HR  | Haryana                            | stato                  |
| IN-HP  | Himachal Pradesh                   | stato                  |
| IN-JH  | Jharkhand                          | stato                  |
| IN-KA  | Karnataka                          | stato                  |
| IN-KL  | Kerala                             | stato                  |
| IN-MP  | Madhya Pradesh                     | stato                  |
| IN-MH  | Maharashtra                        | stato                  |
| IN-MN  | Manipur                            | stato                  |
| IN-ML  | Meghalaya                          | stato                  |
| IN-MZ  | Mizoram                            | stato                  |
| IN-NL  | Nagaland                           | stato                  |
| IN-OD  | Orissa                             | stato                  |
| IN-PB  | Punjab                             | stato                  |
| IN-RJ  | Rajasthan                          | stato                  |
| IN-SK  | Sikkim                             | stato                  |
| IN-TN  | Tamil Nadu                         | stato                  |
| IN-TS  | Telangana                          | stato                  |
| IN-TR  | Tripura                            | stato                  |
| IN-UK  | Uttarakhand                        | stato                  |
| IN-UP  | Uttar Pradesh                      | stato                  |
| IN-WB  | Bengala Occidentale                | stato                  |
| IN-AN  | Andamane e Nicobare                | territorio dell'Unione |
| IN-CH  | Chandigarh                         | territorio dell'Unione |
| IN-DH  | Dadra e Nagar Haveli e Daman e Diu | territorio dell'Unione |
| IN-DL  | Delhi                              | territorio dell'Unione |
| IN-JK  | Jammu e Kashmir                    | territorio dell'Unione |
| IN-LA  | Ladakh                             | territorio dell'Unione |
| IN-LD  | Laccadive                          | territorio dell'Unione |
| IN-PY  | Puducherry                         | territorio dell'Unione |